# 策划药

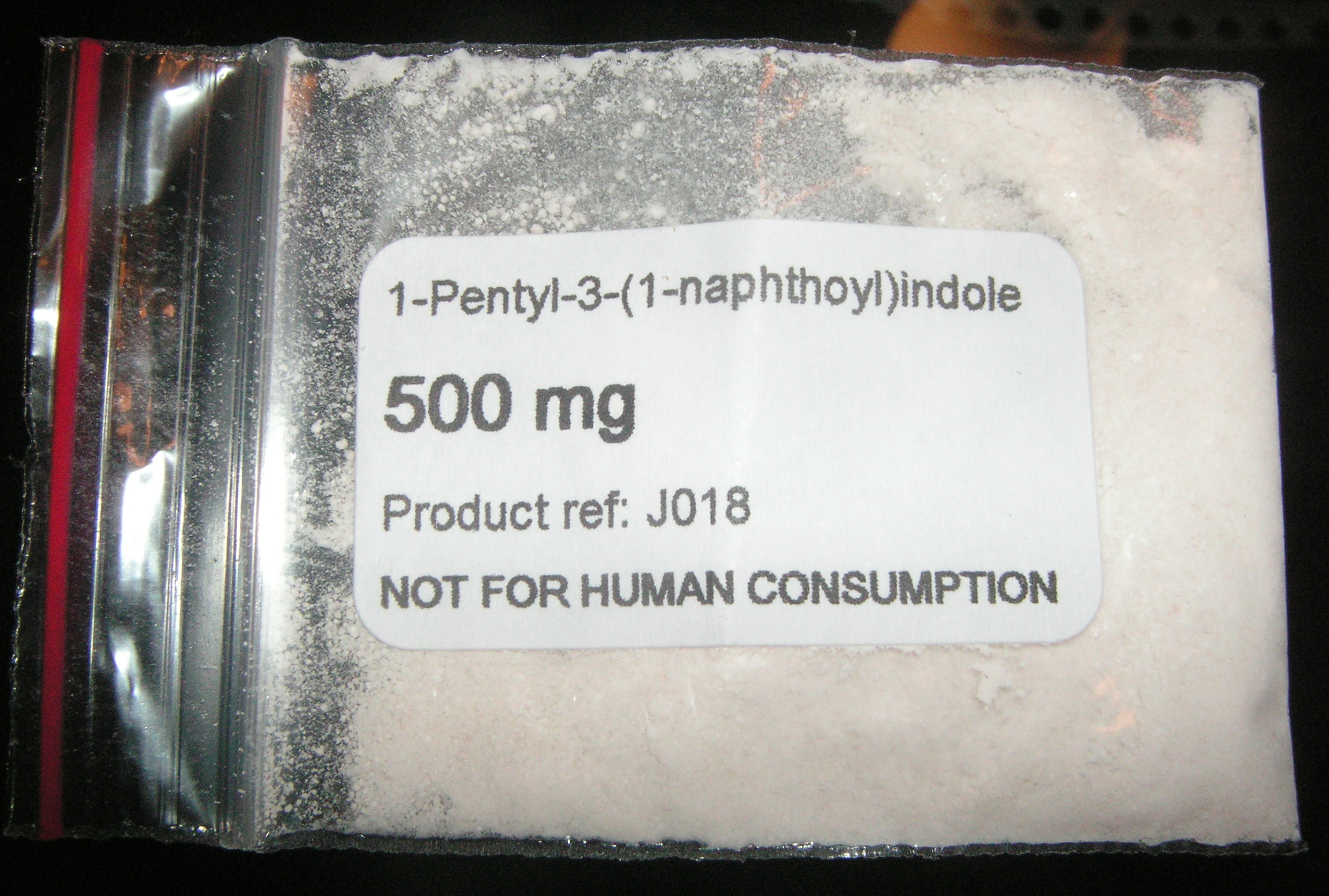
JWH-018是一種流行的大麻素

策劃藥舊稱狡诈药，是指利用化学修饰现有管制药物或管制物質分子结构，以得到的一系列与原来的药物结构不同，效果却差不多甚至更强的药物。策劃藥的發展，可以被視為是藥物設計下的一個特定領域。
大部分策劃藥最初是由善意的目的被製造的，並在後來被用於娛樂用途。也有部分是出於各種原因以逃避管制為設計導向在地下實驗室被設計並合成。許多藥物修飾設計的用意，在於避免在正規的藥物測試中，被檢查出曾經攝取過管制藥物，以逃避管制。作成策劃藥的物質中，包括了精神藥物，以及增強體物藥物（performance-enhancing drugs）等。
由於大部分策劃藥在設計和製造時未進行標準且合規的毒理學審查和臨床試驗，所以無法保證安全性和具體作用。
在台灣和中國大陸，網路賣家會使用「研究化學品」一詞來規避銷售精神活性化合物的法律限制。研究化學品通常採用標有「非供人類食用」的包裝，並聲明僅用於科學研究目的。

## 安全性
策劃藥的安全性尚未經過測試，且對大多數此類藥物的毒理學或藥理學研究甚少。25x -NBOMe、溴蜻蜓(Bromo-DragonFLY)、 2C-T-7等研究化學物質已導致多起死亡事件。

## 外部連結
- Substances and classifications table (31/10/2008) – European Legal Database on Drugs （页面存档备份，存于） Report on all substances controlled in at least one EU country in XLS format
- Designer Drug Compound List （页面存档备份，存于） at Chemograph Plus, DigiLab Software GmbH